# Mayu Mukaida
Mayu Mukaida –en japonés: 向田真優, Mukaida Mayu– (Yokkaichi, 22 de junio de 1997) es una deportista japonesa que compite en lucha libre.
Participó en los Juegos Olímpicos de Tokio 2020, obteniendo una medalla de oro en la categoría de 53 kg. Ganó cinco medallas en el Campeonato Mundial de Lucha entre los años 2016 y 2022.

## Palmarés internacional
| Juegos Olímpicos   | Juegos Olímpicos       | Juegos Olímpicos | Juegos Olímpicos |
| Año                | Lugar                  | Medalla          | Categoría        |
| ------------------ | ---------------------- | ---------------- | ---------------- |
| 2020               | Tokio (Japón)          | Medalla de oro   | 53 kg            |
| Campeonato Mundial |                        |                  |                  |
| Año                | Lugar                  | Medalla          | Categoría        |
| 2016               | Budapest (Hungría)     | Medalla de oro   | 55 kg            |
| 2017               | París (Francia)        | Medalla de plata | 53 kg            |
| 2018               | Budapest (Hungría)     | Medalla de oro   | 55 kg            |
| 2019               | Nursultán (Kazajistán) | Medalla de plata | 53 kg            |
| 2022               | Belgrado (Serbia)      | Medalla de oro   | 55 kg            |